# Doctorul (roman)
Doctorul este un roman istoric al scriitorului nord-american Noah Gordon. Titlul original al romanului era The Physician, el a apărut pentru prima oară în anul 1986, fiind tipărit de editura Simon & Schuster, New York. Romanul este primul volum unei trilogii vechi, despre dinastia fictivă medicilor din familia Cole. Romanul descrie cum a apărut și s-a dezvoltat în Europa profesia de medic. În limba germană prima ediție a romanului a apărut în anul 1987, în traducerea lui Willy Thaler, editura Droemer Knaur.

## Acțiune
Acțiunea romanului începe în Londra, în perioada secolului XI, în centrul acțiunii fiind tânărul Robert Jeremy Cole (Rob).
Rob rămâne orfan de ambii părinți și este luat de un așa numit chirurg ambulant, la care va învăța arta de a tămădui bolile. Această dorință a lui de a ajuta oamenilor îl face pe Rob, să-și depășească dascălul. Setea lui de cunoaștere îl face ca să facă o călătorie în Persia, unde vrea să studieze la universitatea, care se afla sub conducerea renumitului medic Ibn Sina Avicenna. În drum spre Persia, ajunge în contact și este ajutat de negustori evrei, de la care va învăța limba persană și obiceiurile și tradițiile iudaice. Rob se va converti și se declară evreu, deoarece creștinii nu sunt admiși de a studia medicina în Isfahan. Cei doi prieteni ai lui, Karim și Mirdin, sunt omorâți de monarhul capricios persan, Ala Schahansha. Rob deghizat reușește să fugă cu soția sa, Mary, și în cele din urmă să ajungă în Scoția.

## Traducere
- Doctorul, traducere Ioana-Ruxandra Frunteleta, București, Vivaldi, 2004.